# Sześć stóp pod ziemią
Sześć stóp pod ziemią (ang. Six Feet Under) – wielokrotnie nagradzany, amerykański serial telewizyjny produkowany w latach 2001–2005 przez stację telewizyjną HBO, stworzony przez scenarzystę American Beauty (1999) Alana Balla.
Akcja serialu skupia się wokół zakładu pogrzebowego „Fisher & Sons”, prowadzonego przez rodzinę Fisherów i opowiada o ich życiu po śmierci głowy rodziny. Miejscem akcji jest współczesne Los Angeles. Tytuł oznacza w potocznym angielskim śmierć – 6 stóp (ok. 1,83 m) to tradycyjna głębokość, na której chowane są zwłoki zmarłego.
Wyprodukowano łącznie 63 odcinki. Prawie każdy rozpoczynał się sceną śmierci osoby, przygotowaniami do pogrzebu której zajmował się potem zakład Fisherów.

## Motyw przewodni
Serial skupia się na ludzkiej śmiertelności i życiu ludzi, którzy mają z nią kontakt codziennie. Twórca produkcji, Alan Ball, wyjaśniając przesłanie serialu, przytacza pytania, na jakie ma odpowiedzieć:

Kim są kierownicy zakładów pogrzebowych, których wynajmujemy, aby zmierzyli się za nas ze śmiercią? Jaki ma to wpływ na ich życie – dorastających w domu z ludzkimi zwłokami w piwnicy, zastających jako dzieci swojego ojca pracującego nad martwym ciałem na stole? Co to znaczy dla ciebie?

W Sześciu stopach pod ziemią to rodzina Fisherów analizuje te pytania. Przez 5 sezonów, 63 odcinki główne postaci doświadczają kryzysów będących w ścisłym związku z ich otoczeniem i żalu z nimi związanego. Alan Ball odnosi te przeżycia i wybór tytułu dla serialu ponownie do stałego założonego konceptu:

Sześć stóp pod ziemią odnosi się nie tylko do bycia zagrzebanym, jak pogrzebane jest ludzkie ciało, ale też do pierwotnych emocji i uczuć toczących się pod powierzchnią. W sytuacji otaczającej śmierci, dla równowagi, rodzi się potrzeba pewnej intensywności doznań, chęć ucieczki. Uganianie się Nate'a za kobietami, seksualne eksperymentowanie Claire, uprawianie seksu przez Davida z męskimi prostytutkami w miejscach publicznych, kolejne romanse Ruth – to siła życiowa starająca się przebić przez całe to cierpienie, żal i depresję.

## Obsada i bohaterowie
| Aktor                 | Postać                 | Rodzaj roli   | Rodzaj roli   | Rodzaj roli   | Rodzaj roli   | Rodzaj roli   | Opis                                                                                          |
| Aktor                 | Postać                 | Sezon 1       | Sezon 2       | Sezon 3       | Sezon 4       | Sezon 5       | Opis                                                                                          |
| Obsada główna         | Obsada główna          | Obsada główna | Obsada główna | Obsada główna | Obsada główna | Obsada główna | Obsada główna                                                                                 |
| --------------------- | ---------------------- | ------------- | ------------- | ------------- | ------------- | ------------- | --------------------------------------------------------------------------------------------- |
| Peter Krause          | Nate Fisher            | Główna        | Główna        | Główna        | Główna        | Główna        | Najstarszy syn Ruth i Nathaniela, współwłaściciel domu pogrzebowego.                          |
| Michael C. Hall       | David Fisher           | Główna        | Główna        | Główna        | Główna        | Główna        | Drugie dziecko Ruth i Nathaniela, współwłaściciel domu pogrzebowego.                          |
| Frances Conroy        | Ruth Fisher            | Główna        | Główna        | Główna        | Główna        | Główna        | Matka Nate’a, Davida i Claire, wdowa po Nathanielu, chwilowo florystka.                       |
| Lauren Ambrose        | Claire Fisher          | Główna        | Główna        | Główna        | Główna        | Główna        | Najmłodsza córka Ruth i Nathaniela, artystka, chwilowo sekretarka.                            |
| Freddy Rodríguez      | Federico Diaz          | Główna        | Główna        | Główna        | Główna        | Główna        | Pracownik, a później współwłaściciel domu pogrzebowego.                                       |
| Mathew St. Patrick    | Keith Charles          | Główna        | Główna        | Główna        | Główna        | Główna        | Partner Davida, policjant, a później ochroniarz.                                              |
| Rachel Griffiths      | Brenda Chenowith       | Główna        | Główna        | Główna        | Główna        | Główna        | Partnerka, a później żona Nate’a. Praktykantka shiatsu, a później terapeutka.                 |
| Jeremy Sisto          | Billy Chenowith        | Główna        | Drugoplanowa  | Drugoplanowa  | Drugoplanowa  | Drugoplanowa  | Brat Brendy, artysta, cierpiący na chorobę afektywną dwubiegunową.                            |
| Justina Machado       | Vanessa Diaz           | Drugoplanowa  | Drugoplanowa  | Drugoplanowa  | Drugoplanowa  | Główna        | Żona Federico, pielęgniarka.                                                                  |
| James Cromwell        | Goerge Sibley          |               |               | Drugoplanowa  | Główna        | Główna        | Drugi mąż Ruth, profesor geologii.                                                            |
| Obsada drugoplanowa   |                        |               |               |               |               |               |                                                                                               |
| Richard Jenkins       | Nathaniel Fisher Sr.   | Drugoplanowa  | Drugoplanowa  | Drugoplanowa  | Drugoplanowa  | Drugoplanowa  | Patriarcha rodziny Fisherów, ojciec Nate’a, Davida i Claire, a przed swoją śmiercią mąż Ruth. |
| Joanna Cassidy        | Margaret Chenowith     | Drugoplanowa  | Drugoplanowa  | Drugoplanowa  | Drugoplanowa  | Drugoplanowa  | Matka Brendy i Billy’ego, żona Bernarda, psychiatra.                                          |
| Giancarlo Rodríguez   | Julio Diaz             | Drugoplanowa  | Gościnna      | Drugoplanowa  | Drugoplanowa  | Drugoplanowa  | Syn Federico i Vanessy.                                                                       |
| Tim Maculan           | ojciec Jack            | Drugoplanowa  | Drugoplanowa  | Drugoplanowa  | Drugoplanowa  | Drugoplanowa  | Kapłan odprawiający pogrzeby.                                                                 |
| Eric Balfour          | Gabriel Dimas          | Drugoplanowa  | Drugoplanowa  | Gościnna      |               |               | Uzależniony od narkotyków chłopak Claire.                                                     |
| Robert Foxworth       | Bernard Chenowith      | Drugoplanowa  | Drugoplanowa  | Gościnna      |               |               | Mąż Margaret, ojciec Brendy i Billy’ego, psychiatra.                                          |
| Ed O’Ross             | Nikolai                | Drugoplanowa  | Drugoplanowa  |               |               | Gościnna      | Partner Ruth, prowadzący kwiaciarnię.                                                         |
| Marina Black          | Parker McKenna         | Drugoplanowa  | Drugoplanowa  |               |               |               | Szkolna przyjaciółka Claire.                                                                  |
| David Norona          | Gary Deitman           | Drugoplanowa  | Drugoplanowa  |               |               |               | Doradca zawodowy Claire.                                                                      |
| Gary Hershberger      | Matthew Gilardi        | Drugoplanowa  | Gościnna      |               |               |               | Pracownik zakładu pogrzebowego Kroehner.                                                      |
| Ed Begley Jr.         | Hiram Gunderson        | Drugoplanowa  |               |               |               | Drugoplanowa  | Partner Ruth.                                                                                 |
| Illeana Douglas       | Angela                 | Drugoplanowa  |               |               |               | Gościnna      | Chwilowo pracownica zakładu pogrzebowego, a później kochanka Federico.                        |
| Julie White           | Mitzi Dalton-Huntley   | Gościnna      | Drugoplanowa  |               |               |               | Prowadząca zakład pogrzebowy Kroehner.                                                        |
| Patricia Clarkson     | Sarah O’Connor         |               | Drugoplanowa  | Gościnna      | Gościnna      | Drugoplanowa  | Siostra Ruth, artystka.                                                                       |
| Lili Taylor           | Lisa Kimmel Fisher     |               | Drugoplanowa  | Drugoplanowa  | Drugoplanowa  | Drugoplanowa  | Pierwsza żona Nate’a, matka Mayi.                                                             |
| Melissa Marsala       | Angelica               |               | Gościnna      | Drugoplanowa  | Drugoplanowa  | Gościnna      | Siostra Vanessy.                                                                              |
| Aysia Polk            | Taylor Charles         |               | Drugoplanowa  | Gościnna      |               |               | Siostrzenica Keitha.                                                                          |
| John Paul Pitoc       | Phil                   |               | Gościnna      | Drugoplanowa  |               |               | Chwilowo pracownik zakładu pogrzebowego i partner Claire.                                     |
| Kellie Waymire        | Melissa                |               | Drugoplanowa  |               |               |               | Przyjaciółka Brendy, prostytutka.                                                             |
| Nicki Micheaux        | Karla Charles          |               | Drugoplanowa  |               |               |               | Uzależniona od narkotyków siostra Keitha i matka Taylor.                                      |
| Kathy Bates           | Bettina                |               |               | Drugoplanowa  | Drugoplanowa  | Drugoplanowa  | Przyjaciółka Sarah i Ruth.                                                                    |
| Peter Macdissi        | Olivier Castro-Staal   |               |               | Drugoplanowa  | Drugoplanowa  | Drugoplanowa  | Nauczyciel Claire w szkole artystycznej i partner Margaret.                                   |
| Ben Foster            | Russell Corwin         |               |               | Drugoplanowa  | Drugoplanowa  | Gościnna      | Partner Claire, poznany w szkole artystycznej.                                                |
| Brenna Tosh           | Maya Fisher            |               |               | Drugoplanowa  | Drugoplanowa  | Drugoplanowa  | Córka Nate’a i Lisy.                                                                          |
| Bronwyn Tosh          | Maya Fisher            |               |               | Drugoplanowa  | Drugoplanowa  | Drugoplanowa  | Córka Nate’a i Lisy.                                                                          |
| Rainn Wilson          | Arthur Martin          |               |               | Drugoplanowa  | Drugoplanowa  | Gościnna      | Pracownik zakładu pogrzebowego, współlokator Fisherów i przyjaciel Ruth.                      |
| Justin Theroux        | Joe                    |               |               | Gościnna      | Drugoplanowa  |               | Partner Brendy.                                                                               |
| Idalis DeLeón         | Sophia                 |               |               | Gościnna      | Drugoplanowa  |               | Kochanka Federico.                                                                            |
| Catherine O’Hara      | Carol Ward             |               |               | Drugoplanowa  |               | Gościnna      | Szefowa Lisy, producentka filmowa.                                                            |
| Sprague Grayden       | Anita Miller           |               |               |               | Drugoplanowa  | Gościnna      | Przyjaciółka Claire ze szkoły artystycznej.                                                   |
| Peter Facinelli       | Jimmy                  |               |               |               | Drugoplanowa  | Gościnna      | Przyjaciel Claire ze szkoły artystycznej.                                                     |
| Mena Suvari           | Edie                   |               |               |               | Drugoplanowa  |               | Przyjaciółka Claire ze szkoły artystycznej.                                                   |
| Michael Weston        | Jake                   |               |               |               | Drugoplanowa  | Gościnna      | Uzależniony od narkotyków mężczyzna, który atakuje Davida.                                    |
| Tina Holmes           | Maggie Sibley          |               |               |               | Gościnna      | Drugoplanowa  | Córka George’a i kochanka Nate’a.                                                             |
| Matt Malloy           | Roger Pasquese         |               |               |               | Drugoplanowa  | Drugoplanowa  | Szef Keitha.                                                                                  |
| Julie Dretzin         | Barb                   |               |               |               | Drugoplanowa  | Gościnna      | Siostra Lisy.                                                                                 |
| Jeff Yagher           | Hoyt                   |               |               |               | Drugoplanowa  | Gościnna      | Mąż Barb.                                                                                     |
| Michelle Trachtenberg | Celeste                |               |               |               | Drugoplanowa  |               | Piosenkarka, dla której pracuje Keith.                                                        |
| Bobby Cannavale       | Javier                 |               |               |               | Drugoplanowa  |               | Kolega Keitha.                                                                                |
| Chris Messina         | Ted Fairwel            |               |               |               |               | Drugoplanowa  | Kolega z pracy, a następnie partner Claire.                                                   |
| Kendré Berry          | Durrell Charles-Fisher |               |               |               |               | Drugoplanowa  | Adoptowany syn Davida i Keitha.                                                               |
| C.J. Sanders          | Anthony Charles-Fisher |               |               |               |               | Drugoplanowa  | Adoptowany syn Davida i Keitha.                                                               |
| Anne Ramsay           | Jackie Feldman         |               |               |               |               | Drugoplanowa  | Przyjaciółka Brendy.                                                                          |

### Drzewo genealogiczne
|                                |                                |                                |                                |                                |                                |  |  |                              |                              |                              |                              |                                      |                                      |                                      |                                      |                                      |                                      |                                |                                |                                |                                |                                |                                |                                      |                                      |                                      |                                      |                                      |                                      |                              |                              |                              |                              |                              |                              |                            |                            |                            |                            |  |  |                    |                    |                    |                    |                    |                    |                          |                          |                          |                          |                              |                              |                              |                              |                              |                              |  |  |  |  |               |               |               |               |               |               |  |  |              |              |              |              |              |              |  |  |
|                                |                                |                                |                                |                                |                                |  |  |                              |                              |                              |                              |                                      |                                      |                                      |                                      |                                      |                                      |                                |                                |                                |                                |                                |                                |                                      |                                      |                                      |                                      |                                      |                                      |                              |                              |                              |                              |                              |                              |                            |                            |                            |                            |  |  |                    |                    |                    |                    |                    |                    |                          |                          |                          |                          |                              |                              |                              |                              |                              |                              |  |  |  |  |               |               |               |               |               |               |  |  |              |              |              |              |              |              |  |  |
|                                |                                |                                |                                |                                |                                |  |  |                              |                              |                              |                              | Nathaniel Samuel Fisher sr 1943-2000 | Nathaniel Samuel Fisher sr 1943-2000 | Nathaniel Samuel Fisher sr 1943-2000 | Nathaniel Samuel Fisher sr 1943-2000 | Nathaniel Samuel Fisher sr 1943-2000 | Nathaniel Samuel Fisher sr 1943-2000 |                                |                                | Ruth O’Connor Fisher 1942-2025 | Ruth O’Connor Fisher 1942-2025 | Ruth O’Connor Fisher 1942-2025 | Ruth O’Connor Fisher 1942-2025 | Ruth O’Connor Fisher 1942-2025       | Ruth O’Connor Fisher 1942-2025       |                                      |                                      |                                      |                                      |                              |                              |                              |                              | Bernard Chenowith            | Bernard Chenowith            | Bernard Chenowith          | Bernard Chenowith          | Bernard Chenowith          | Bernard Chenowith          |  |  | Margaret Chenowith | Margaret Chenowith | Margaret Chenowith | Margaret Chenowith | Margaret Chenowith | Margaret Chenowith |                          |                          |                          |                          |                              |                              |                              |                              |                              |                              |  |  |  |  | George Sibley | George Sibley | George Sibley | George Sibley | George Sibley | George Sibley |  |  | Żona         | Żona         | Żona         | Żona         | Żona         | Żona         |  |  |
|                                |                                |                                |                                |                                |                                |  |  |                              |                              |                              |                              | Nathaniel Samuel Fisher sr 1943-2000 | Nathaniel Samuel Fisher sr 1943-2000 | Nathaniel Samuel Fisher sr 1943-2000 | Nathaniel Samuel Fisher sr 1943-2000 | Nathaniel Samuel Fisher sr 1943-2000 | Nathaniel Samuel Fisher sr 1943-2000 |                                |                                | Ruth O’Connor Fisher 1942-2025 | Ruth O’Connor Fisher 1942-2025 | Ruth O’Connor Fisher 1942-2025 | Ruth O’Connor Fisher 1942-2025 | Ruth O’Connor Fisher 1942-2025       | Ruth O’Connor Fisher 1942-2025       |                                      |                                      |                                      |                                      |                              |                              |                              |                              | Bernard Chenowith            | Bernard Chenowith            | Bernard Chenowith          | Bernard Chenowith          | Bernard Chenowith          | Bernard Chenowith          |  |  | Margaret Chenowith | Margaret Chenowith | Margaret Chenowith | Margaret Chenowith | Margaret Chenowith | Margaret Chenowith |                          |                          |                          |                          |                              |                              |                              |                              |                              |                              |  |  |  |  | George Sibley | George Sibley | George Sibley | George Sibley | George Sibley | George Sibley |  |  | Żona         | Żona         | Żona         | Żona         | Żona         | Żona         |  |  |
|                                |                                |                                |                                |                                |                                |  |  |                              |                              |                              |                              |                                      |                                      |                                      |                                      |                                      |                                      |                                |                                |                                |                                |                                |                                |                                      |                                      |                                      |                                      |                                      |                                      |                              |                              |                              |                              |                              |                              |                            |                            |                            |                            |  |  |                    |                    |                    |                    |                    |                    |                          |                          |                          |                          |                              |                              |                              |                              |                              |                              |  |  |  |  |               |               |               |               |               |               |  |  |              |              |              |              |              |              |  |  |
|                                |                                |                                |                                |                                |                                |  |  |                              |                              |                              |                              |                                      |                                      |                                      |                                      |                                      |                                      |                                |                                |                                |                                |                                |                                |                                      |                                      |                                      |                                      |                                      |                                      |                              |                              |                              |                              |                              |                              |                            |                            |                            |                            |  |  |                    |                    |                    |                    |                    |                    |                          |                          |                          |                          |                              |                              |                              |                              |                              |                              |  |  |  |  |               |               |               |               |               |               |  |  |              |              |              |              |              |              |  |  |
|                                |                                |                                |                                |                                |                                |  |  |                              |                              |                              |                              |                                      |                                      |                                      |                                      |                                      |                                      |                                |                                |                                |                                |                                |                                |                                      |                                      |                                      |                                      |                                      |                                      |                              |                              |                              |                              |                              |                              |                            |                            |                            |                            |  |  |                    |                    |                    |                    |                    |                    |                          |                          |                          |                          |                              |                              |                              |                              |                              |                              |  |  |  |  |               |               |               |               |               |               |  |  |              |              |              |              |              |              |  |  |
|                                |                                |                                |                                |                                |                                |  |  |                              |                              |                              |                              |                                      |                                      |                                      |                                      |                                      |                                      |                                |                                |                                |                                |                                |                                |                                      |                                      |                                      |                                      |                                      |                                      |                              |                              |                              |                              |                              |                              |                            |                            |                            |                            |  |  |                    |                    |                    |                    |                    |                    |                          |                          |                          |                          |                              |                              |                              |                              |                              |                              |  |  |  |  |               |               |               |               |               |               |  |  |              |              |              |              |              |              |  |  |
| Keith Dwayne Charles 1968-2029 | Keith Dwayne Charles 1968-2029 | Keith Dwayne Charles 1968-2029 | Keith Dwayne Charles 1968-2029 | Keith Dwayne Charles 1968-2029 | Keith Dwayne Charles 1968-2029 |  |  | David James Fisher 1969-2044 | David James Fisher 1969-2044 | David James Fisher 1969-2044 | David James Fisher 1969-2044 | David James Fisher 1969-2044         | David James Fisher 1969-2044         |                                      |                                      | Claire Simone Fisher 1983-2085       | Claire Simone Fisher 1983-2085       | Claire Simone Fisher 1983-2085 | Claire Simone Fisher 1983-2085 | Claire Simone Fisher 1983-2085 | Claire Simone Fisher 1983-2085 |                                |                                | Nathaniel Samuel Fisher jr 1965-2005 | Nathaniel Samuel Fisher jr 1965-2005 | Nathaniel Samuel Fisher jr 1965-2005 | Nathaniel Samuel Fisher jr 1965-2005 | Nathaniel Samuel Fisher jr 1965-2005 | Nathaniel Samuel Fisher jr 1965-2005 |                              |                              |                              |                              | Brenda Chenowith 1969-2051   | Brenda Chenowith 1969-2051   | Brenda Chenowith 1969-2051 | Brenda Chenowith 1969-2051 | Brenda Chenowith 1969-2051 | Brenda Chenowith 1969-2051 |  |  | Billy Chenowith    | Billy Chenowith    | Billy Chenowith    | Billy Chenowith    | Billy Chenowith    | Billy Chenowith    |                          |                          |                          |                          | Lisa Kimmel-Fisher 1967-2003 | Lisa Kimmel-Fisher 1967-2003 | Lisa Kimmel-Fisher 1967-2003 | Lisa Kimmel-Fisher 1967-2003 | Lisa Kimmel-Fisher 1967-2003 | Lisa Kimmel-Fisher 1967-2003 |  |  |  |  | Maggie Sibley | Maggie Sibley | Maggie Sibley | Maggie Sibley | Maggie Sibley | Maggie Sibley |  |  | Brian Sibley | Brian Sibley | Brian Sibley | Brian Sibley | Brian Sibley | Brian Sibley |  |  |
| Keith Dwayne Charles 1968-2029 | Keith Dwayne Charles 1968-2029 | Keith Dwayne Charles 1968-2029 | Keith Dwayne Charles 1968-2029 | Keith Dwayne Charles 1968-2029 | Keith Dwayne Charles 1968-2029 |  |  | David James Fisher 1969-2044 | David James Fisher 1969-2044 | David James Fisher 1969-2044 | David James Fisher 1969-2044 | David James Fisher 1969-2044         | David James Fisher 1969-2044         |                                      |                                      | Claire Simone Fisher 1983-2085       | Claire Simone Fisher 1983-2085       | Claire Simone Fisher 1983-2085 | Claire Simone Fisher 1983-2085 | Claire Simone Fisher 1983-2085 | Claire Simone Fisher 1983-2085 |                                |                                | Nathaniel Samuel Fisher jr 1965-2005 | Nathaniel Samuel Fisher jr 1965-2005 | Nathaniel Samuel Fisher jr 1965-2005 | Nathaniel Samuel Fisher jr 1965-2005 | Nathaniel Samuel Fisher jr 1965-2005 | Nathaniel Samuel Fisher jr 1965-2005 |                              |                              |                              |                              | Brenda Chenowith 1969-2051   | Brenda Chenowith 1969-2051   | Brenda Chenowith 1969-2051 | Brenda Chenowith 1969-2051 | Brenda Chenowith 1969-2051 | Brenda Chenowith 1969-2051 |  |  | Billy Chenowith    | Billy Chenowith    | Billy Chenowith    | Billy Chenowith    | Billy Chenowith    | Billy Chenowith    |                          |                          |                          |                          | Lisa Kimmel-Fisher 1967-2003 | Lisa Kimmel-Fisher 1967-2003 | Lisa Kimmel-Fisher 1967-2003 | Lisa Kimmel-Fisher 1967-2003 | Lisa Kimmel-Fisher 1967-2003 | Lisa Kimmel-Fisher 1967-2003 |  |  |  |  | Maggie Sibley | Maggie Sibley | Maggie Sibley | Maggie Sibley | Maggie Sibley | Maggie Sibley |  |  | Brian Sibley | Brian Sibley | Brian Sibley | Brian Sibley | Brian Sibley | Brian Sibley |  |  |
|                                |                                |                                |                                |                                |                                |  |  |                              |                              |                              |                              |                                      |                                      |                                      |                                      |                                      |                                      |                                |                                |                                |                                |                                |                                |                                      |                                      |                                      |                                      |                                      |                                      |                              |                              |                              |                              |                              |                              |                            |                            |                            |                            |  |  |                    |                    |                    |                    |                    |                    |                          |                          |                          |                          |                              |                              |                              |                              |                              |                              |  |  |  |  |               |               |               |               |               |               |  |  |              |              |              |              |              |              |  |  |
|                                |                                |                                |                                |                                |                                |  |  |                              |                              |                              |                              |                                      |                                      |                                      |                                      |                                      |                                      |                                |                                |                                |                                |                                |                                |                                      |                                      |                                      |                                      |                                      |                                      |                              |                              |                              |                              |                              |                              |                            |                            |                            |                            |  |  |                    |                    |                    |                    |                    |                    |                          |                          |                          |                          |                              |                              |                              |                              |                              |                              |  |  |  |  |               |               |               |               |               |               |  |  |              |              |              |              |              |              |  |  |
|                                |                                |                                |                                |                                |                                |  |  |                              |                              |                              |                              |                                      |                                      |                                      |                                      |                                      |                                      |                                |                                |                                |                                |                                |                                |                                      |                                      |                                      |                                      |                                      |                                      |                              |                              |                              |                              |                              |                              |                            |                            |                            |                            |  |  |                    |                    |                    |                    |                    |                    |                          |                          |                          |                          |                              |                              |                              |                              |                              |                              |  |  |  |  |               |               |               |               |               |               |  |  |              |              |              |              |              |              |  |  |
| Anthony Charles-Fisher         | Anthony Charles-Fisher         | Anthony Charles-Fisher         | Anthony Charles-Fisher         | Anthony Charles-Fisher         | Anthony Charles-Fisher         |  |  | Durrell Charles-Fisher       | Durrell Charles-Fisher       | Durrell Charles-Fisher       | Durrell Charles-Fisher       | Durrell Charles-Fisher               | Durrell Charles-Fisher               |                                      |                                      |                                      |                                      |                                |                                |                                |                                |                                |                                |                                      |                                      |                                      |                                      |                                      |                                      | Willa Fisher-Chenowith 2005- | Willa Fisher-Chenowith 2005- | Willa Fisher-Chenowith 2005- | Willa Fisher-Chenowith 2005- | Willa Fisher-Chenowith 2005- | Willa Fisher-Chenowith 2005- |                            |                            |                            |                            |  |  |                    |                    |                    |                    |                    |                    | Maya Kimmel Fisher 2002- | Maya Kimmel Fisher 2002- | Maya Kimmel Fisher 2002- | Maya Kimmel Fisher 2002- | Maya Kimmel Fisher 2002-     | Maya Kimmel Fisher 2002-     |                              |                              |                              |                              |  |  |  |  |               |               |               |               |               |               |  |  |              |              |              |              |              |              |  |  |

## Lista odcinków
| Sezon 1     | Sezon 2     | Sezon 3     | Sezon 4     | Sezon 5     | Razem      |
| ----------- | ----------- | ----------- | ----------- | ----------- | ---------- |
| 13 odcinków | 13 odcinków | 13 odcinków | 12 odcinków | 12 odcinków | 63 odcinki |

## Ścieżka dźwiękowa
- Six Feet Under, 2002
- Six Feet Under, Vol. 2: Everything Ends, 2005

## Odbiór serialu

### Opinie krytyków
Serial spotkał się z dobrym odbiorem krytyków filmowych. Agnieszka Holland uważa serial Sześć stóp pod ziemią, obok m.in. Rodziny Soprano, za nowatorski w historii telewizji, który „przełamał barierę obyczajowego małego realizmu”.
Holland wskazuje także na większą oryginalność i wartość artystyczną tych seriali, wobec innych kontrowersyjnych i odważnych produkcji, jak Seks w wielkim mieście czy Ostry dyżur.
Sześć stóp pod ziemią wielokrotnie pojawiał się w zestawieniach najlepszych seriali, jak i najwybitniejszych finałowych odcinków wszech czasów.

### Nagrody

#### Złote Globy
3 wygranych (w tym 1 za najlepszy serial dramatyczny) i 32 nominacje (w tym 2 za najlepszy serial dramatyczny)
2002
- Najlepsza kobieca rola drugoplanowa w serialu, miniserialu lub filmie telewizyjnym
  - Rachel Griffiths
- Najlepszy serial obyczajowy

2004
- Najlepsza rola kobieca w serialu obyczajowym
  - Frances Conroy

#### Nagrody Emmy
9 wygranych i 43 nominacje (w tym 4 za najlepszy serial dramatyczny)
2002
- Najlepszy casting serialu obyczajowego
  - Libby Goldstein, Junie Lowry-Johnson i Julie Tucker
- Najlepsza reżyseria serialu obyczajowego (pilot serialu)
  - Alan Ball
- Najlepsza rola gościnna w serialu obyczajowym
  - Patricia Clarkson
- Najlepszy montaż czołówki
  - Eric Anderson, Scott Hudziak, Paul Matthaeus Danny Yount
- Najlepsza muzyka czołówki
  - Thomas Newman
- Najlepsza charakteryzacja (Kategoria:protezy)
  - Kylie Bell, Donna-Lou Henderson, Justin Henderson, Thomas Floutz, Todd Masters, Dan Rebert, Lee Romaire, Scott Tebeau (odcinek pt. A Private Life)

2003
- Najlepszy casting serialu obyczajowego
  - Libby Goldstein, Junie Lowry-Johnson

2006
- Najlepsza rola gościnna w serialu obyczajowym
  - Patricia Clarkson
- Najlepsza charakteryzacja protezowa dla serialu, miniserialu, filmu telewizyjnego lub programu specjalnego

#### Nagroda Gildii Aktorów Filmowych
3 wygranych i 5 nominacji
2003
- Najlepszy zespół aktorski w serialu obyczajowym

2004
- Najlepszy zespół aktorski w serialu obyczajowym
- Najlepsza rola kobieca w serialu obyczajowym
  - Frances Conroy

## Emisja
W Polsce serial emitowany przez stacje:
- HBO – emisja premierowa
- TVN – emisja w telewizji ogólnodostępnej
- TVN 7 – emisja powtórkowa z TVN
- TVN Lingua – emisja powtórkowa w wersji angielskiej
- Fox Life – emisja od 25 grudnia 2008